# Gélose RAT
Pour les articles homonymes, voir Rat (homonymie).
Le RAT (sigle issu de ses composants : Riz, Agar et Tween) est un milieu de culture pour une levure, Candida albicans, pathogène pour l'homme. Cet article détaille sa composition, qui doit permettre à cette espèce de créer des chlamydospores (sortes de petits tubes qui donneront naissance à d'autres individus).

## Usage
Mise en évidence des chlamydospores de Candida albicans.

## Composition
Pour 1 000 mL :
– Extrait de riz déshydraté .............. 2,5 g
– Tween 80 ............................... 10   mL
– Agar-agar .............................. 10   g
pH = 6,6	

## Lecture
Couler le milieu en petites boîtes. Faire une strie de la souche et recouvrir d'une lamelle stérile. Incuber à 28 °C. Observer au microscope après culture